# Edmund A. Letts
Edmund Albert Letts (* 27. August 1852 in Kent; † 19. Februar 1918) war ein britischer Chemiker.

## Biografie
Edmund Letts studierte am King’s College London und kurzzeitig an den Universitäten in Wien und Berlin. Er wurde 1873 promoviert und erhielt am University College in Bristol 1876 den ersten dort eingerichteten Lehrstuhl für Chemie. Er wechselte 1879 an das Queen’s College in Belfast. 1874 wurde er zum Mitglied der Royal Society of Edinburgh gewählt.
Letts entdeckte die nach ihm benannte Letts-Nitrilsynthese zur einstufigen Darstellung aromatischer Nitrile aus Carbonsäuren. Er fiel in England einem Verkehrsunfall zum Opfer.